# Joe D'Amato
Aristide Massaccesi, alias Joe D'Amato (Roma, 15 de  noviembre de 1936-23 de enero de 1999) fue un escritor, productor, cinematógrafo y director de cine italiano. Es reconocido por una larga lista de películas de explotación, eróticas, de terror y pornográficas. Varias de ellas se han vuelto de culto. Ha trabajado con numerosas actrices conocidas de la época, como por ejemplo Lilli Carati y Karin Schubert.

## Filmografía selecta

### Como director
- Demencia (1979). Buio Omega.
- La noche erótica de los muertos vivientes (1980). Le Notti erotiche dei morti viventi.
- Gomia, terror en el Mar Egeo (1980). Antropophagus.
- Porno Holocaust (1981).
- Rosso sangue (1982, secuela de Antropophagus, también conocida como Absurd y Antropophagus 2).
- Once días, once noches (1986). Undici giorni, undici notti.
- Extraña atracción (1987). Top Model.
- Flor de pasión (1990).
- La historia sexual de Tarzán (1994).
- Sexo y dinero (1996). Dangerous.
- La hiena (1997). La iena.
- Pecado carnal (1997). Peccati di gola.
- Goya: La maja desnuda. (1998). Goya and the Naked Maja.

### Como productor
- Deliria (1987). De Michele Soavi.
- Los pájaros asesinos (1987). Zombie 5: Killing Birds. De Claudio Lattanzi.
- Encuentro con la maldad (1988). Witchery. De Fabrizio Laurenti.
- La estela del crimen (1989). Paura nel buio. De Umberto Lenzi.
- La casa 5 (1990). House 5. De Claudio Fragasso.
- Troll 2 (1990). De Claudio Fragasso.

### Como guionista
- Once días, once noches (1986, VHS). Undici giorni, undici notti. De Joe D'Amato.
- Extraña atracción (1987). Top Model. De Joe D'Amato.
- La casa 5 (1990). House 5. De Claudio Fragasso.

### Como director de fotografía
- Cosa avete fatto a Solange? (1972). De Massimo Dallamano.